# Mel Lisboa
Mel Lisboa Alves (Porto Alegre, 17 de janeiro de 1982) é uma atriz brasileira. Tornou-se conhecida por interpretar a personagem-título da minissérie Presença de Anita (2001) e, mais tarde, por suas atuações na televisão e no teatro, sobretudo em musicais. Lisboa é ganhadora de vários prêmios, incluindo dois Prêmios Qualidade Brasil e um Kikito do Festival de Gramado, além de ter recebido indicações para um APCA, um Troféu Imprensa e dois Prêmios Shell.
Após sua estreia na televisão, fez sua primeira aparição profissional no teatro na peça Confissões de Adolescente (2002) no papel de Natália. No início dos anos 2000, tornou-se mais conhecida por suas aparições em telenovelas, como Desejos de Mulher (2002), Como uma Onda (2004) e Sete Pecados (2007). No entanto, foi nos palcos do teatro que ganhou sua consagração artística e tornou-se uma atriz versátil em peças como Vaga Para Moças de Fino Trato (2003), Luluzinha (2003), Mordendo Os Lábios (2006), A Mulher do Candidato (2008) e Cyrano (2009).
Ela teve sua carreira no cinema marcada ao protagonizar o drama Sonhos e Desejos (2006), pelo qual recebeu um dos maiores galardões do cinema nacional, o prêmio de Melhor Atriz no Festival de Gramado. Lisboa foi contratada pela RecordTV onde protagonizou a minissérie Sansão e Dalila (2011), interpretando Dalila, e fez parte das telenovelas Pecado Mortal (2013) e Os Dez Mandamentos (2015). Ela ganhou reconhecimento no teatro musical ao interpretar a cantora Rita Lee na peça Rita Lee Mora ao Lado (2014). A atriz interpretou a cantora em mais duas ocasiões, na minissérie Elis: Viver é Melhor que Sonhar (2019) e no musical Rita Lee - Uma Autobiografia Musical (2024), pelo qual foi indicada ao Prêmio APCA de Melhor Atriz de Teatro.
Recentemente, a atriz se dedicou às séries participando de A Vida Secreta dos Casais (2017), Pacto de Sangue (2018) e estrelando Coisa Mais Linda (2019). Voltou às telenovelas no papel da vilã Regina em Cara e Coragem (2022), na TV Globo, e na infantil Luz, da Netflix. Além do mais, Lisboa protagonizou os filmes Foram Os Sussurros Que Me Mataram (2024) e Atena (2024), além de participar do suspense Maníaco do Parque (2024).

## Início da vida

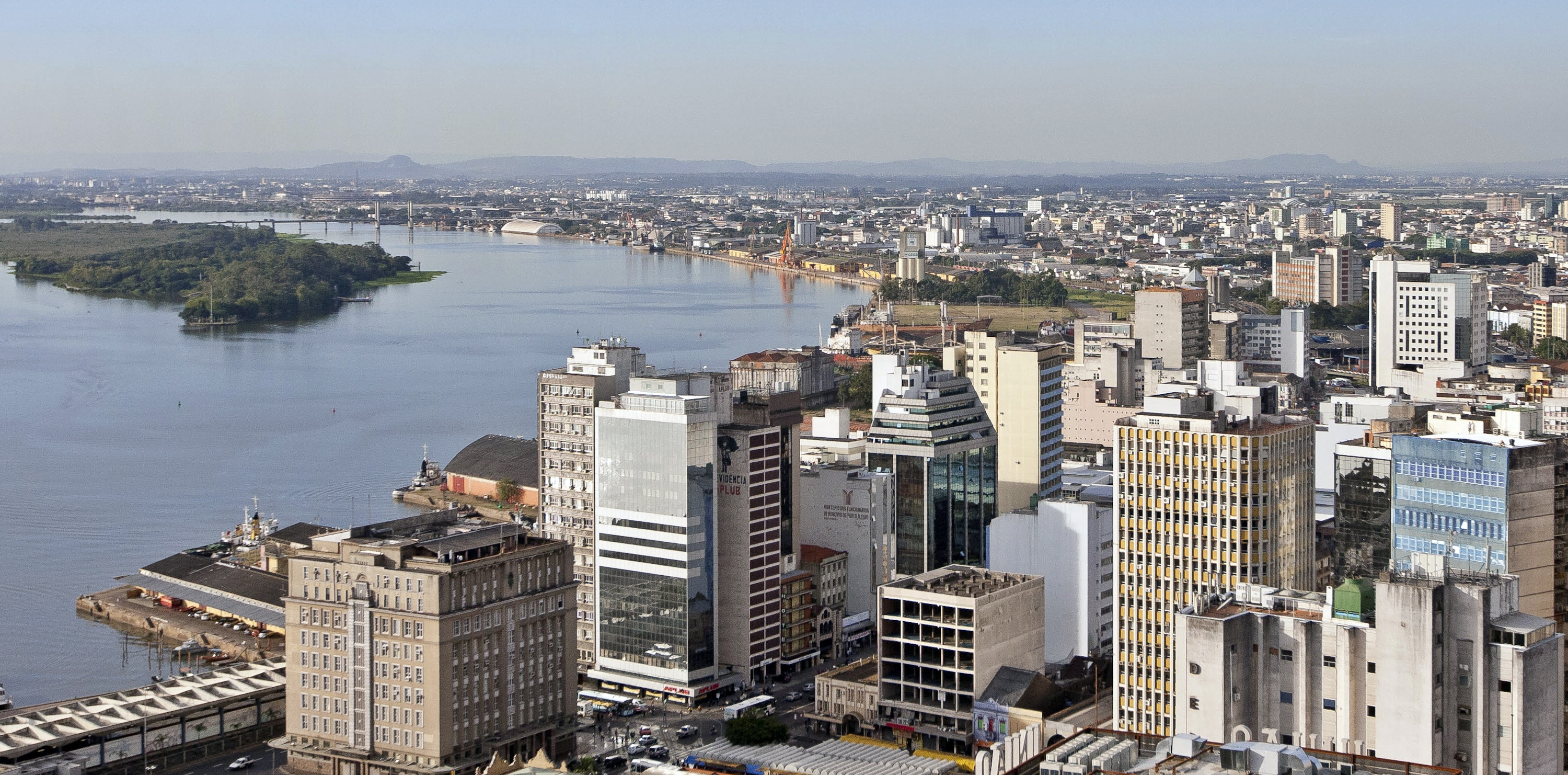
Lisboa nasceu na cidade de Porto Alegre.

Nascida em Porto Alegre, em 17 de janeiro de 1982, Mel Lisboa Alves é filha da astróloga Cláudia Lisboa Alves e do músico Bebeto Alves. A atriz tem uma irmã mais velha, chamada Luna. Desde cedo, interessou-se pelo mundo da atuação, participando de alguns comerciais. No entanto, chegou a desistir da carreira de atriz e passou a estudar cinema na Universidade Federal Fluminense (UFF), em Niterói. Mas ao ser convidada para televisão, desistiu da graduação para se dedicar à atuação. Não possui nenhum grau de parentesco direto com o músico gaúcho Nei Lisboa.

## Carreira

### Trabalho inicial e ascensão (2001—2008)
Lisboa iniciou sua carreira como atriz de publicidade. Lisboa chegou a fazer testes para a novela Explode Coração (1995), mas não foi aprovada. Por acaso, um produtor da TV Globo entrou em contato com ela para pedir autorização para veicular sua imagem em um comercial de um shopping do interior de São Paulo, gravado em 1998. Ele então teve a ideia de a convidar para realizar testes para o elenco da minissérie Presença de Anita, que estava sendo produzida para a TV Globo em 2001. Após um longo processo seletivo com mais de cem atrizes, ela foi escolhida para protagonizar a minissérie no papel de Anita, uma jovem misteriosa e sedutora.
A personagem fez muito sucesso, chegando a ser indicada ao Troféu Imprensa de Revelação do Ano. Devido ao grande apelo sexual que sua personagem tinha, participou de um ensaio sensual para o site Paparazzo. A minissérie rendeu média de 30 pontos de ibope e foi retransmitida na íntegra em 2002 na TV Globo. Em 2002, estreou na novela Desejos de Mulher, interpretou Gabriela, uma jovem vinda do interior e aspirante a modelo. Desta vez sua personagem não obteve tanto sucesso, devido a imagem fixada da personagem anterior e os baixos índices de audiência da trama. A atriz, à época, percebeu, inclusive, que se deslumbrara após fazer um papel de destaque, mas ao em seguida interpretar outro com pouca aceitação, amadureceu.
Concomitantemente, fez sua estreia no teatro profissional, também em 2002, em uma versão do conhecido Confissões de Adolescente, de Maria Mariana, ao lado de Joana Solnado, Margarida Vila-Nova e Carolina Mayer, com apresentação em Portugal. Em 2003, aprofundou-se nos palcos do teatro estrelando a peça Vagas para Moças de Fino Trato, remontagem da peça de Alcione Araújo, que a trouxe como uma das protagonistas, Lúcia. No mesmo ano, encarou jornada dupla nos palcos estrelando a peça Brutal, no Rio de Janeiro, e Luluzinhas, em São Paulo. Ainda em 2003, fez o seu segundo ensaio sensual, desta vez para a revista Trip. No ano seguinte posou nua para a edição brasileira da revista Playboy, em sua edição de aniversário de 29 anos.[carece de fontes?]
Em 2004, foi contratada pelo SBT para estrelar o papel das gêmeas na versão brasileira da novela La otra, no entanto os altos custos produção fez Silvio Santos desistir da produção, prometendo a ela um papel em outra trama que nunca ocorreu. Pelo fato da contratação não ter seguido adiante, retomou contrato com a TV Globo para atuar no elenco principal da novela das seis Como uma Onda, escrita por Walther Negrão, interpretando Lenita Paiva, uma garota rica e mimada. Neste ano, a atriz fez sua estreia no cinema no filme de romance A Cartomante, baseado no romance homônimo de Machado de Assis e dirigido por Wagner de Assis e Pablo Uranga.
Em 2005, é dirigida por Bruno Barreto na comédia romântica O Casamento de Romeu e Julieta, interpretando Joana. Lisboa tornou-se apresentadora de televisão dos canais GNT e Globosat, assinando contrato em 2006, mesmo ano em que lança o livro Mundo Afora — Diário de Bordo de Mel Lisboa, com o enredo e fotografias do seu programa. Ainda em 2006, alcança um novo patamar em sua carreira no cinema ao ser premiada como Melhor Atriz no festejado Festival de Gramado por sua atuação no drama Sonhos e Desejos, um filme de Marcelo Santiago, no papel da estudante Cristiana, quem mantém um relacionamento com seu professor, interpretado por Felipe Camargo.
Em 2007, volta às telenovelas no elenco da novela Sete Pecados, escrita por Walcyr Carrasco para o horário das sete, vivendo a personagem Carla, uma jovem de origem humilde e extremamente ambiciosa com sua dúbia personalidade. No ano seguinte, é dirigida por Cininha de Paula na peça A Mulher do Candidato, também de autoria de Walcyr Carrasco, onde interpreta Sílvia Alves, a mulher de um candidato à deputado no interior. Em 2008, após uma aparição no seriado Casos e Acasos, encerra contrato com a TV Globo. Retorna à São Paulo em 2009 para estrelar a peça Cyrano, inspirada no clássico Cyrano de Bergerac.

### Diversificação de trabalhos (2010—2018)

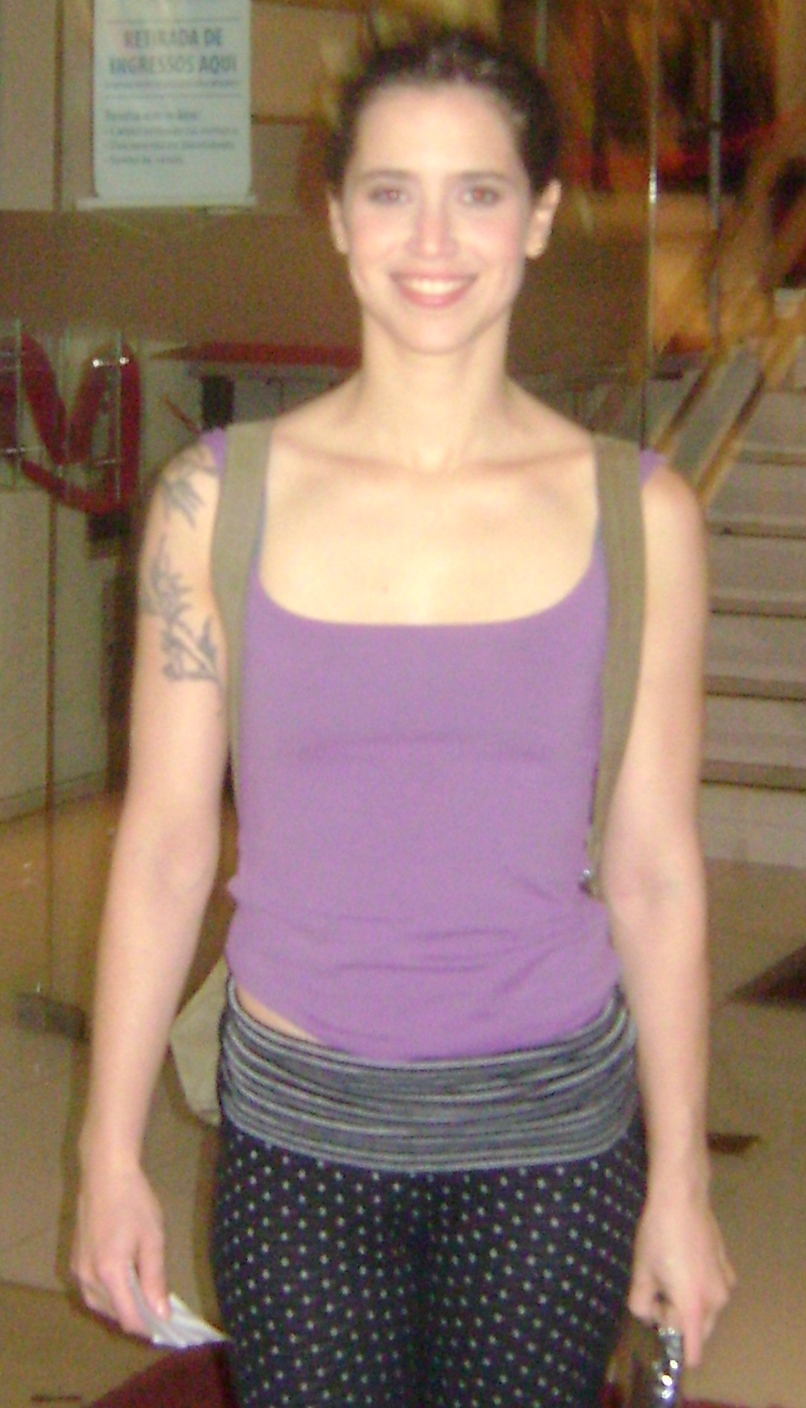
Lisboa após apresentação da peça Mulheres Alteradas, em 2010.

Em 2010, volta ao teatro sob a direção de Silvio Guindane na peça Após a Chuva, que acompanha os bastidores de um grupo de teatro que está ensaiando uma peça. Com o fim da temporada da peça, logo entrou para o elenco da peça Mulheres Alteradas, ao lado de Luiza Tomé e Daniele Valente com direção de Eduardo Figueiredo, numa trama inspirada  série de quadrinhos da ilustradora argentina Maitena, que traz diferentes tipos femininos.
Em 1 de abril de 2010, assina contrato com a Rede Record e no ano seguinte protagoniza a minissérie Sansão e Dalila, interpretando Dalila, uma mulher sedutora e de caráter duvidoso. Ainda em 2011, participou de mais dois ensaios sensuais: Na revista Inked, mostra suas tatuagens e fala sobre sua paixão por elas. Já na revista Maxim, mostra que literalmente a fase lolita ficou para trás.[carece de fontes?] Em outubro de 2012, foi internada com virose intestinal e precisou cancelar o espetáculo Cine Camaleão - A Boca do Lixo, que estava encenando desde 2011.
Em 2013, a atriz retorna aos palcos do teatro com a peça Homem Não Entra, no qual a peça traz o gênero faroeste aos palcos, e ela também retorna a televisão no novo seriado da GNT, As Canalhas. Ainda em 2013, assina sua volta às telenovelas em Pecado Mortal, escrita por Carlos Lombardi, na RecordTV, onde interpreta Marcinha, uma jovem conservadora da elite que entra para a prostituição orientada por Stella, personagem de Betty Lago, para conseguir informações sobre bicheiros. No entanto, a atriz pediu para sair da produção para interpretar a cantora Rita Lee na peça Rita Lee Mora ao Lado - O Musical, sob direção de Márcio Macena e Débora Dubois, baseada no livro Rita Lee Mora ao Lado – Uma biografia alucinada da rainha do rock, do escritor Henrique Bartsch.
Em 2015, faz uma participação especial na novela Os Dez Mandamentos, onde interpreta Henutmire, a princesa do Egito, em sua juventude, compartilhando o papel com Vera Zimmermann. Em seguida, intensificou sua passagem pelo teatro em três espetáculos, incluindo a montagem Cenas de uma Execução; uma releitura da tragédia de William Shakespeare, Otelo, no papel de Desdêmona, a esposa injustiçada; e, o musical Luz Negra, onde ela interpreta Vanda Marchetti, uma atriz decadente e preconceituosa.
Voltou à televisão, em 2016, para uma participação no episódio "Fantasma" da série Lili, a Ex, do canal GNT, onde formou um casal engraçado com o ator João Vicente de Castro. A atriz foi convidada por Gabriel Villela para sua versão da epopeia Peer Gynt, de Ibsen, onde interpretou Solveig, par romântico do protagonista interpretado por Chico Carvalho. No cinema, em 2016, a atriz esteve na versão cinematográfica de Os Dez Mandamentos - O Filme, adaptado a partir da telenovela homônima, e permaneceu no universo religioso dublando a personagem Maria no filme norte-americano O Jovem Messias. Esteve no filme de drama Cães Famintos, de Beto Oliveira, interpretando a enfermeira Ana, uma mulher que desenvolve uma relação possessiva com o namorado, e também aparece no filme de comédia Magal e os Formigas, como a filha do protagonista.
Em 2017, Lisboa aparece no filme de faroeste O Matador, dirigido por Marcelo Galvão e exibido pela Netflix como primeiro longa-metragem brasileiro original da plataforma, e também faz participações especiais nas séries Prata da Casa, do canal Fox, e A Vida Secreta dos Casais, da HBO. No mesmo ano, Mel retornou aos palcos com Roque Santeiro – O Musical e em um espetáculo infantil inspirado no livro A Mulher que Matou os Peixes, de Clarice Lispector, Pescadora de Ilusão, com direção de Ge Petean. No mesmo ano, integrou o elenco de Boca de Ouro, no papel de Celeste. Em 2018, participou da série Pacto de Sangue, exibida no canal Space, interpretando a personagem Gringa, sob a direção de Tomás Portella e Adrián Caetano.

### Projetos no streaming e teatro musical (2019—presente)

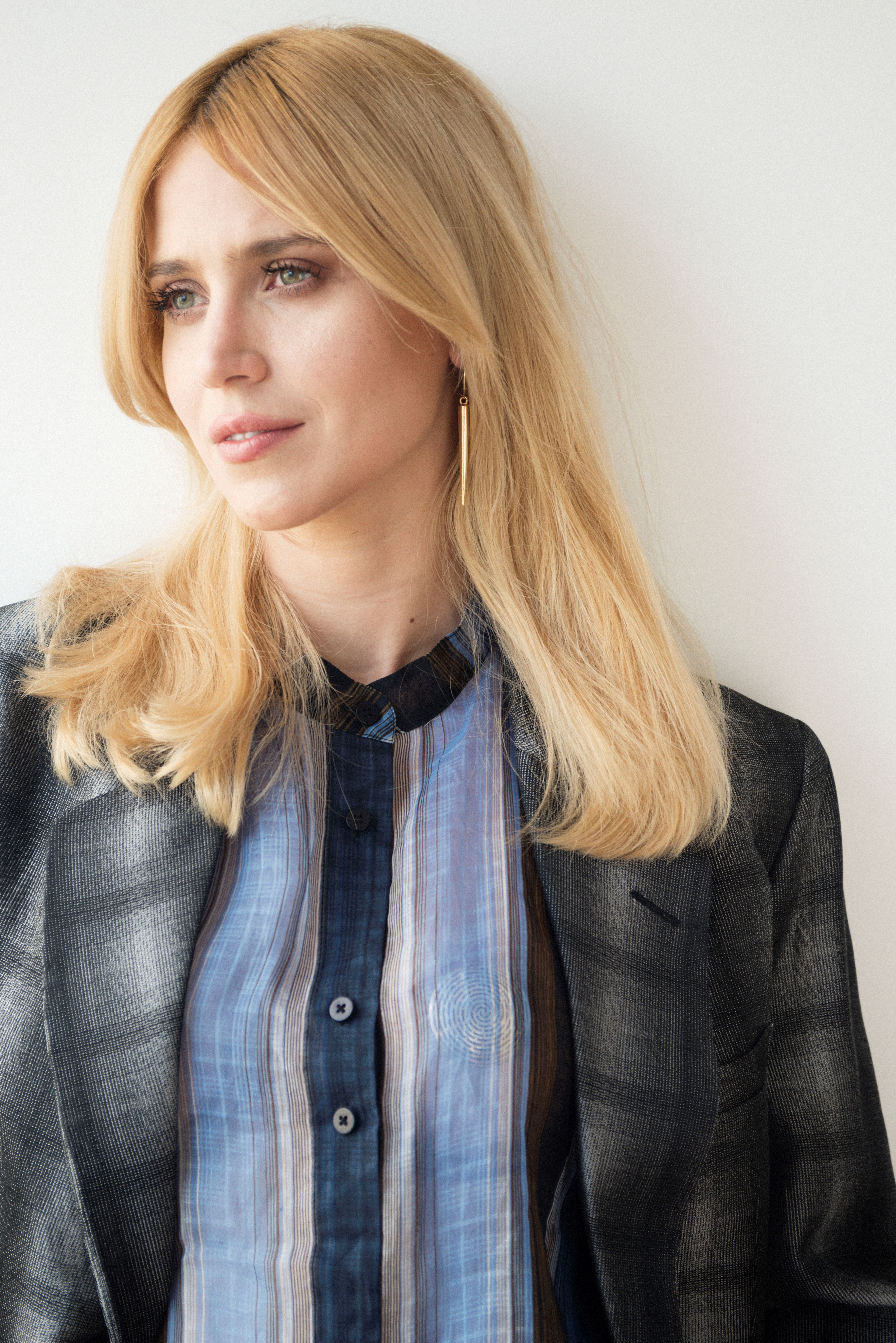
Lisboa em 2019.

Em 2019, a atriz gravou cenas interpretando Rita Lee para minissérie Elis: Viver é Melhor que Sonhar, da TV Globo, que trouxe uma montagem do filme homônimo com cenas adicionais. Ainda neste ano, é anunciada como uma das protagonistas da série Coisa Mais Linda, da Netflix, ao lado de Maria Casadevall, Pathy Dejesus e Fernanda Vasconcellos. Na série, que acompanha um quarteto de amigas na década de 1950, ela interpreta Thereza, uma jornalista emponderada que tem seu trabalho e é totalmente independente. De volta aos palcos, atua no espetáculo Dogville, com Zé Henrique de Paula, interpretando a protagonista Grace, que foi vivida por Nicole Kidman na versão original para o cinema.
Em 2020, está na segunda temporada da série Coisa Mais Linda, na Netflix. Em 2022, recebe o papel de Annie Wilkes na versão brasileira do espetáculo Misery, baseado no livro de Stephen King, onde ela interpreta uma fã que se vinga do seu autor favorito após não concordar com os rumos de seu livro preferido. Ainda em 2022, assina com a TV Globo para voltar às telenovelas da emissora depois de 15 anos afastada do gênero. Na novela Cara e Coragem, ela assumiu o papel da grande vilã Regina, uma alpinista social que faz de tudo para se dar bem na vida juntando-se com o vilão Leonardo (Ícaro Silva), de quem é amante e irmão da protagonista Clarice (Taís Araújo), com quem Regina trabalha no cargo de assessora dentro de sua empresa. No cinema, faz uma participação especial no filme de drama Os Amantes de Júlia, de Vinícius Coimbra, onde interpreta uma amiga lésbica de Júlia (Bianca Bin).
Em 2023, estrela seu primeiro monólogo no teatro em Madame Blavatsky - Amores Ocultos, solo que conta a emblemática trajetória da escritora russa Helena Petrovna Blavátskaya. No ano seguinte, Mel volta à televisão participando da novela infantil Luz, exibida pela Netflix, interpretando Valéria, uma das funcionárias da fazenda onde se passa a história. Emprestou sua voz para a dublagem da personagem Ritinha na série de animação Astronauta, da Max, produção baseada no personagem de mesmo nome criado por Mauricio de Sousa.
Em 2024, mais uma vez, encarna Rita Lee nos palcos, dessa vez no espetáculo Rita Lee - Uma Autobiografia Musical, que conta a história da tropicalista com base na autobiografia da cantora, lançada em 2016. Pelo papel da cantora, Lisboa recebeu três indicações a prêmios de Melhor Atriz: o DID (Destaque Imprensa Digital), Associação Paulista de Críticos de Arte (APCA) e Prêmio Shell. A peça fez muito sucesso e foi renovada para novas apresentações em 2025. Neste ano, ainda, estrela o filme independente Foram Os Sussurros Que Me Mataram, de Arthur Tuoto, onde ela deu vida a Ingrid Savoy, uma celebridade que está prestes a entrar em um reality show e enfrenta uma série de desafios que ameaçam sua sanidade e reputação. Também aparece no filme de suspense Maníaco do Parque, da Prime Video, interpretando a irmã da protagonista.

## Vida pessoal
Entre 2004 e 2008, a atriz teve um relacionamento com o ator Daniel Alvim. Em 2008, a atriz casou-se com o músico Felipe Rosseno. Do relacionamento, a atriz teve dois filhos: Bernardo, nascido em 2008, e Clarice. A união do casal terminou em junho de 2023, após 15 anos de relacionamento. Em 2009, a atriz declarou ser ateia em uma entrevista dada a revista Tpm. Em janeiro de 2025, a atriz assumiu relacionamento com o ator Gustavo Rezende, seu colega de trabalho na peça Rita Lee - Uma Autobiografia Musical.

## Teatro
| Ano  | Título                               | Personagem                                     | Nota(s)                                            |
| ---- | ------------------------------------ | ---------------------------------------------- | -------------------------------------------------- |
| 2002 | Confissões de Adolescente            | Natália                                        |                                                    |
| 2003 | Há Vaga Para Moças de Fino Trato     | Lúcia                                          |                                                    |
| 2003 | Brutal                               | Sol                                            |                                                    |
| 2003 | Luluzinhas                           | Agnes                                          |                                                    |
| 2006 | Mordendo Os Lábios                   | Eleonora                                       |                                                    |
| 2008 | A Mulher do Candidato                | Silvia                                         |                                                    |
| 2009 | Cyrano                               | Roxanne                                        |                                                    |
| 2010 | Após A Chuva                         | Agnes                                          |                                                    |
| 2010 | Mulheres Alteradas                   | Lisa                                           |                                                    |
| 2012 | Cine Camaleão - A Boca do Lixo       | Wanda Scarlatti                                |                                                    |
| 2013 | Homem Não Entra                      | Brigitte                                       |                                                    |
| 2013 | Superadas                            | Patrícia                                       |                                                    |
| 2014 | Rita Lee Mora ao Lado - O Musical    | Rita Lee                                       | Prêmio Qualidade Brasil de Melhor Atriz de Musical |
| 2015 | Cenas de Uma Execução                | [ 37 ]                                         |                                                    |
| 2015 | Otelo                                | Desdêmona                                      |                                                    |
| 2015 | Luz Negra                            | Vanda Marchetti                                |                                                    |
| 2016 | Peer Gynt                            | Solveig                                        |                                                    |
| 2017 | Roque Santeiro - O Musical           | Mocinha Abelha                                 |                                                    |
| 2017 | Pescadora de Ilusão                  | Eu                                             |                                                    |
| 2017 | Boca de Ouro                         | Celeste                                        |                                                    |
| 2019 | Dogville                             | Grace                                          |                                                    |
| 2019 | Hedda Gabler                         | Hedda Gabler                                   |                                                    |
| 2022 | Misery                               | Annie Wilkes                                   |                                                    |
| 2023 | Madame Blavatsky - Amores Ocultos    | Helena Petrovna Blavátskaya (Madame Blavatsky) | também como produtora                              |
| 2024 | Rita Lee - Uma Autobiografia Musical | Rita Lee                                       | Prêmio Shell de Melhor Atriz                       |

## Filmografia

### Televisão
| Ano  | Título                          | Personagem                          | Notas                                                     |
| ---- | ------------------------------- | ----------------------------------- | --------------------------------------------------------- |
| 2001 | Presença de Anita               | Anita / Cíntia Ribeiro              |                                                           |
| 2001 | Os Normais                      | Taty                                | Episódio: "Tentações São Normais"                         |
| 2002 | Desejos de Mulher               | Gabriela Diniz                      |                                                           |
| 2004 | Como uma Onda                   | Lenita Paiva                        |                                                           |
| 2006 | Oi Mundo Afora                  | Apresentadora                       |                                                           |
| 2007 | Sete Pecados                    | Carla da Silva                      |                                                           |
| 2008 | Casos e Acasos                  | Júlia                               | Episódio: "O Ex, a Promoção e o Vizinho"                  |
| 2011 | Sansão e Dalila                 | Dalila                              |                                                           |
| 2013 | Pecado Mortal                   | Márcia Figueiredo (Marcinha)        |                                                           |
| 2013 | As Canalhas                     | Mariana                             | Episódio: "Mariana"                                       |
| 2015 | Os Dez Mandamentos              | Henutmire (jovem)                   | Episódios: "23–30 de março"                               |
| 2016 | Lili, a Ex                      | Nadine                              | Episódio: "Fantasma!"                                     |
| 2017 | Prata da Casa                   | Marina Sampaio                      | Episódio: "Fama"                                          |
| 2017 | A Vida Secreta dos Casais       | Verônica                            | Episódio: "Algumas Meninas Escolhem Fazer a Coisa Errada" |
| 2018 | Pacto de Sangue                 | Marie Stephanie Pomeraniec (Gringa) |                                                           |
| 2019 | Elis: Viver é Melhor que Sonhar | Rita Lee                            |                                                           |
| 2019 | Coisa Mais Linda                | Thereza Soares                      |                                                           |
| 2022 | Cara e Coragem                  | Regina Costa                        |                                                           |
| 2024 | Luz                             | Valéria Ferreira                    |                                                           |
| 2024 | Astronauta                      | Ritinha                             | Voz original em português                                 |

### Cinema
| Ano  | Filme                             | Personagem     | Notas          |
| ---- | --------------------------------- | -------------- | -------------- |
| 2004 | A Cartomante                      | Vitória        |                |
| 2004 | Gasolina Comum                    | Regina         | Curta-metragem |
| 2005 | O Casamento de Romeu e Julieta    | Joana          |                |
| 2006 | Sonhos e Desejos                  | Cristiana      |                |
| 2007 | A Última Contravenção             | Joana          |                |
| 2008 | Ao Vivo                           | Sofia          | Curta-metragem |
| 2015 | Memórias da Boca                  | Ela mesma      | Documentário   |
| 2016 | Os Dez Mandamentos - O Filme      | Henutmire      |                |
| 2016 | Cães Famintos                     | Ana            |                |
| 2016 | O Jovem Messias                   | Maria (voz)    | Dublagem       |
| 2016 | Magal e os Formigas               | Sandra         |                |
| 2017 | O Matador                         | Leila          |                |
| 2022 | O Amante de Júlia                 | Amiga de Júlia |                |
| 2024 | Foram Os Sussurros Que Me Mataram | Ingrid Savoy   |                |
| 2024 | Maníaco do Parque                 | Martha         | [ 62 ]         |
| 2024 | Atena                             | Atena          |                |

### Internet
| Ano  | Título                    | Personagem            |
| ---- | ------------------------- | --------------------- |
| 2021 | Paciente 63 (audiossérie) | Dra. Elise Amaral     |
| 2017 | A Herança                 | Luciana Ferreira Reis |
| 2020 | Rádio Coisa Mais Linda    | Thereza Soares        |

### Videoclipe
| Ano  | Música              | Artista   |
| ---- | ------------------- | --------- |
| 2003 | "Por Causa de Você" | KLB       |
| 2017 | "Respeita"          | Ana Cañas |

## Prêmios e indicações
| Ano  | Prêmio                                    | Categoria                                  | Trabalho                           | Resultado | Ref.    |
| ---- | ----------------------------------------- | ------------------------------------------ | ---------------------------------- | --------- | ------- |
| 2002 | Prêmio Contigo! de TV                     | Melhor Atriz Revelação                     | Presença de Anita                  | Venceu    | [ 87 ]  |
| 2002 | Troféu Imprensa                           | Melhor Revelação                           | Presença de Anita                  | Indicado  | [ 14 ]  |
| 2006 | Festival de Cinema de Gramado             | Melhor Atriz                               | Sonhos e Desejos                   | Venceu    | [ 5 ]   |
| 2007 | Prêmio Contigo! de Cinema Nacional        | Melhor Atriz                               | Sonhos e Desejos                   | Indicado  | [ 88 ]  |
| 2011 | Prêmio Qualidade Brasil                   | Televisão: Melhor Atriz de Minissérie      | Sansão e Dalila                    | Indicado  | [ 89 ]  |
| 2012 | Prêmio Contigo! de TV                     | Melhor Atriz de Série ou Minissérie        | Sansão e Dalila                    | Indicado  | [ 90 ]  |
| 2013 | Prêmio Qualidade Brasil                   | Teatro: Melhor Atriz de Comédia            | Superadas                          | Venceu    | [ 91 ]  |
| 2014 | Prêmio Qualidade Brasil                   | Teatro: Melhor Atriz de Musical            | Rita Lee Mora ao Lado              | Venceu    | [ 92 ]  |
| 2014 | Prêmio Quem de Teatro                     | Melhor Atriz de Teatro                     | Rita Lee Mora ao Lado              | Venceu    |         |
| 2015 | Troféu Top of Business                    | Destaque do Ano — Melhor Atriz em Teatro   | Rita Lee Mora ao Lado              | Venceu    | [ 93 ]  |
| 2015 | Prêmio Cidadão São Paulo                  | Cultura                                    | Cia. Pessoal do Faroeste           | Venceu    | [ 94 ]  |
| 2015 | Prêmio Quem de Teatro                     | Melhor Atriz                               | Otelo                              | Indicado  | [ 95 ]  |
| 2017 | Prêmio FEMSA de Teatro Infantil           | Melhor Atriz                               | Pescadora de Ilusão                | Indicada  | [ 96 ]  |
| 2017 | Feel The Reel International Film Festival | Melhor Atriz                               | A Herança                          | Indicada  |         |
| 2017 | Prêmio Shell                              | Melhor Atriz                               | Boca de Ouro                       | Indicado  | [ 97 ]  |
| 2017 | Prêmio Qualidade Brasil                   | Melhor Atriz                               | Boca de Ouro                       | Indicado  |         |
| 2018 | Prêmio Aplauso Brasil                     | Melhor Atriz Coadjuvante                   | Boca de Ouro                       | Indicado  | [ 98 ]  |
| 2018 | Prêmio Botequim Cultural                  | Melhor Atriz                               | Boca de Ouro                       | Indicado  | [ 99 ]  |
| 2020 | Prêmio The Brazilian Critic               | Melhor Atriz Coadjuvante em Série de Drama | Coisa Mais Linda                   | Indicada  | [ 100 ] |
| 2022 | Prêmio Bibi Ferreira                      | Melhor Atriz em Peça de Teatro             | Misery                             | Indicado  | [ 101 ] |
| 2024 | Prêmio APCA                               | Melhor Atriz de Teatro                     | Rita Lee, uma Autobigrafia Musical | Indicada  | [ 102 ] |
| 2024 | Prêmio Destaque Imprensa Digital          | Melhor Atriz de Teatro                     | Rita Lee, uma Autobigrafia Musical | Indicada  | [ 102 ] |
| 2024 | Prêmio Shell                              | Melhor Atriz                               | Rita Lee, uma Autobigrafia Musical | Venceu    | [ 102 ] |